# Europa Top 16
Europa Top 16 (tidigare Europa Top 12) är en bordtennistävling som arrangeras av European Table Tennis Union och som har spelats varje år sedan starten 1971 i Zadar, Kroatien. 
Europas sexton bäst rankade herr- och damspelare får delta. Fram till 2014 var det tolv spelare som deltog i respektive klass. Fram till 1990 möttes alla mot alla, sedan dess spelas till att börja med ett gruppspel. Tävlingen fortsätter i cupspelsform där de två bästa i de fyra grupperna går vidare till kvartsfinal.

## Segrare

### Herrar
- 1971 István Jónyer, Ungern
- 1972 Antun Stipančić, Jugoslavien
- 1973 Stellan Bengtsson, Sverige
- 1974 István Jónyer, Ungern
- 1975 Kjell Johansson, Sverige
- 1976 Dragutin Surbek, Jugoslavien
- 1977 Milan Orlowski, Tjeckoslovakien
- 1978 Gabor Gergely, Ungern
- 1979 Dragutin Surbek, Jugoslavien
- 1980 Stellan Bengtsson, Sverige
- 1981 Tibor Klampár, Ungern
- 1982 Mikael Appelgren, Sverige
- 1983 Milan Orlowski, Tjeckoslovakien
- 1984 Jan-Ove Waldner, Sverige
- 1985 Andrzej Grubba, Polen
- 1986 Jan-Ove Waldner, Sverige
- 1987 Desmond Douglas, England
- 1988 Jan-Ove Waldner, Sverige
- 1989 Jan-Ove Waldner, Sverige
- 1990 Mikael Appelgren, Sverige
- 1991 Erik Lindh, Sverige
- 1992 Jörgen Persson, Sverige
- 1993 Jan-Ove Waldner, Sverige
- 1994 Jean-Michel Saive, Belgien
- 1995 Jan-Ove Waldner, Sverige
- 1996 Jan-Ove Waldner, Sverige
- 1997 Jean-Philippe Gatien, Frankrike
- 1998 Vladimir Samsonov, Vitryssland
- 1999 Vladimir Samsonov, Vitryssland
- 2000 Werner Schlager, Österrike
- 2001 Vladimir Samsonov, Vitryssland
- 2002 Timo Boll, Tyskland
- 2003 Timo Boll, Tyskland
- 2004 Michael Maze, Danmark
- 2005 Alexej Smirnov, Ryssland
- 2006 Timo Boll, Tyskland
- 2007 Vladimir Samsonov, Vitryssland
- 2008 Werner Schlager, Österrike
- 2009 Timo Boll, Tyskland
- 2010 Timo Boll, Tyskland
- 2011 Kalinikos Kreanga, Grekland
- 2012 Dimitrij Ovtcharov, Tyskland
- 2014 Marcos Freitas, Portugal
- 2015 Dimitrij Ovtcharov, Tyskland
- 2016 Dimitrij Ovtcharov, Tyskland
- 2017 Dimitrij Ovtcharov, Tyskland
- 2018 Timo Boll, Tyskland
- 2019 Dimitrij Ovtcharov, Tyskland
- 2020 Timo Boll, Tyskland
- 2021 Patrick Franziska, Tyskland
- 2022 Darko Jorgić, Slovenien
- 2023 Darko Jorgić, Slovenien
- 2024 Darko Jorgić, Slovenien

### Damer
- 1971 Beatrix Kishazi, Ungern
- 1972 Beatrix Kishazi, Ungern
- 1973 Beatrix Kishazi, Ungern
- 1974 Zoja Rudnova, Sovjetunionen
- 1975 Ann-Christin Hellman, Sverige
- 1976 Ann-Christin Hellman, Sverige
- 1977 Beatrix Kishazi, Ungern
- 1978 Jill Hammersley, England
- 1979 Gabriella Szabo, Ungern
- 1980 Jill Hammersley, England
- 1981 Jill Hammersley, England
- 1982 Bettine Vriesekoop, Nederländerna
- 1983 Olga Nemes, Rumänien
- 1984 Marie Hrachova, Tjeckoslovakien
- 1985 Bettine Vriesekoop, Nederländerna
- 1986 Fliura Bulatova, Sovjetunionen
- 1987 Csilla Batorfi, Ungern
- 1988 Fliura Bulatova, Sovjetunionen
- 1989 Olga Nemes, Västtyskland
- 1990 Gabriella Wirth, Ungern
- 1991 Mirjam Hooman, Nederländerna
- 1992 Csilla Batorfi, Ungern
- 1993 Emilia Ciosu, Rumänien
- 1994 Jie Schöpp, Tyskland
- 1995 Otilia Badescu, Rumänien
- 1996 Xia Lian Ni, Luxemburg
- 1997 Xia Lian Ni, Luxemburg
- 1998 Xia Lian Ni, Luxemburg
- 1999 Qianhong Götsch, Tyskland
- 2000 Qianhong Götsch, Tyskland
- 2001 Csilla Batorfi, Ungern
- 2002 Tamara Boros, Kroatien
- 2003 Jie Schöpp, Tyskland
- 2004 Nicole Struse, Tyskland
- 2005 Liu Jia, Österrike
- 2006 Tamara Boros, Kroatien
- 2007 Li Jiao, Nederländerna
- 2008 Li Jiao, Nederländerna
- 2009 Li iQian, Polen
- 2010 Li Jiao, Nederländerna
- 2011 Li Jiao, Nederländerna
- 2012 Wu Jiaduo, Tyskland
- 2014 Liu Jia, Österrike
- 2015 Liu Jia, Österrike
- 2016 Shen Yanfei, Spanien
- 2017 Li Jie, Nederländerna
- 2018 Bernadette Szőcs, Rumänien
- 2019 Petrissa Solja, Tyskland
- 2020 Petrissa Solja, Tyskland
- 2021 Nina Mittelham, Tyskland
- 2022 Han Ying, Tyskland
- 2023 Han Ying, Tyskland
- 2024 Jia Nan Yuan, Frankrike

## Arrangörsorter
- 1971 Zadar, Jugoslavien (försökstävling)
- 1972 Zagreb, Jugoslavien
- 1973 Böblingen, Västtyskland
- 1974 Trollhättan, Sverige
- 1975 Wien, Österrike
- 1976 Lübeck, Västtyskland
- 1977 Sarajevo, Jugoslavien
- 1978 Prag, Tjeckoslovakien
- 1979 Kristianstad, Sverige
- 1980 München, Västtyskland
- 1981 Miskolc, Ungern
- 1982 Nantes, Frankrike
- 1983 Thornaby, England
- 1984 Bratislava, Tjeckoslovakien
- 1985 Barcelona, Spanien
- 1986 Södertälje, Sverige
- 1987 Basel, Schweiz
- 1988 Ljubljana, Jugoslavien
- 1989 Charleroi, Belgien
- 1990 Hannover, Västtyskland
- 1991 's-Hertogenbosch, Nederländerna
- 1992 Wien, Österrike
- 1993 Köpenhamn, Danmark
- 1994 Arezzo, Italien
- 1995 Dijon, Frankrike
- 1996 Charleroi, Belgien
- 1997 Eindhoven, Nederländerna (31 januari-2 februari)
- 1998 Halmstad, Sverige (30 januari-1 februari)
- 1999 Split, Kroatien (12-14 februari)
- 2000 Alassio, Italien (4-6 februari)
- 2001 Wels, Österrike (3-4 februari)
- 2002 Rotterdam, Nederländerna (9-10 februari)
- 2003 Saarbrücken, Tyskland (1-2 februari)
- 2004 Frankfurt am Main, Tyskland (6-7 februari)
- 2005 Rennes, Frankrike
- 2006 Köpenhamn, Danmark
- 2007 Arezzo, Italien
- 2008 Frankfurt am Main, Tyskland
- 2009 Düsseldorf, Tyskland
- 2010 Düsseldorf, Tyskland
- 2011 Liège, Belgien
- 2012 Lyon, Frankrike
- 2014 Lausanne, Schweiz
- 2015 Baku, Azerbajdzjan
- 2016 Gondomar, Portugal
- 2017 Antibes, Frankrike
- 2018 Montreux, Schweiz
- 2019 Montreux, Schweiz
- 2020 Montreux, Schweiz
- 2021 Thessaloniki, Grekland
- 2022 Montreux, Schweiz
- 2023 Montreux, Schweiz
- 2024 Montreux, Schweiz
- 2025 Montreux, Schweiz